# Al-Mukabalajn
Al-Mukabalajn (arab.: المقابلين, Al-Muqabalayn) – miasto w Jordanii, w muhafazie Amman. Według danych szacunkowych na rok 2010 liczy 58 589 mieszkańców.